# 김양수 (1933년)
김양수(金良洙, 1933년 4월 25일~2024년 10월 19일)는 대한민국의 문학 평론가이다.

## 학력
- 송림국민학교 입학
- 합덕연호공립국민학교 전학
- 서울창신국민학교 전학 및 졸업
- 인천중학교 졸업
- 국학대학 사학과 졸업

## 경력
- 한국문인협회 인천지부장
- 인천일보 논설위원
- 인천시문화재위원
- 한국예총 사무총장
- 세손문학교육진흥원 이사장
- 경기신문 논설위원

## 작품
- 랭보론 (1956년 현대문학)
- 청마론
- 독성의식의 자폭(自暴)-R. 랭보오론
- 문학에 있어서의 현실
- 서정주의 영향
- 문학에서의 미와 창조
- 신세대론의 부언
- 비평에서의 미의 추구
- 고독한 미의 편력
- 민족문학확립의 과제
- 문학의 자율적인 참여
- 식민지 기질의 극복
- 격동기의 문학행동
- 김소월론 각서
- 민족문학의 해외진출상의 제문제
- 나르시스의 비극
- 부침유동의 미학
- 비실재의 문학
- 무용성의 문학
- 내부극의 문학
- 독자성의 문학
- 유치환론
- 형상화의 문학
- 불후성의 문학
- 참여문학의 문학학살
- 단편의 몇 가지 경우
- 본궤도에 선 평단
- 문학 없는 문단
- 현대문학의 윤리성
- 문학수호의 의지
- 정신의 술래잡기-김윤성론
- 80년도 작단(作壇)
- 마음을 비우는 길
- 창조적 비평의 선구
- 문학과 종교
- 대륙의 정념과 현실 직시-손소희 문학론
- 작품과 작품 아닌 것의 차이-김홍신 ‘걸신’ 표절 시비를 보며
- 올바른 형상화의 길-민족문화의 향방
- 자아상실에의 갈등-이석인 저 ‘치통’
- 한국 근대소설에 대한 사적 풀이
- 해방 40년, 한국의 문화
- 최명익의 작품세계
- 우리 여성문학의 길잡이
- 헤어지는 연습의 시
- 늙은 외기러기의 회한곡-김시철 제7시집 ‘그대 빈자리’에 부쳐
- 질곡의 세월을 거친 문학

## 상훈
- 경기도문화상
- 인천시문화상
- 현대문학상
- 예총예술대상

## 가족 관계
- 배우자: 서영일,
  - 아들: 김근성, 김근형